# عاصفة توكتاي
عاصفة شديدة للغاية الإعصار تاوكتا ( النطق البورمي: ‎[taʊʔtɛ̰]‏ ) كان إعصارًا استوائيًا قويًا في بحر العرب وأصبح أقوى إعصار استوائي وصل إلى اليابسة في ولاية غوجارات الهندية منذ إعصار غوجارات عام 1998 وأحد أقوى الأعاصير المدارية التي أثرت على الساحل الغربي من الهند . الكساد الثاني، أول عاصفة إعصارية، أول عاصفة إعصارية شديدة، أول عاصفة إعصارية شديدة للغاية، وأول عاصفة إعصارية شديدة للغاية لموسم أعاصير شمال المحيط الهندي عام 2021، نشأت تاوكتا من اضطراب مداري، تم رصده لأول مرة من قبل إدارة الأرصاد الجوية الهندية في 13 مايو. وانجرف الاضطراب نحو الشرق وانتظم في كساد عميق بحلول 14 مايو. وسرعان ما أخذت العاصفة منعطفا نحو الشمال، واستمرت في التكثف تدريجيا، وتعزز النظام إلى عاصفة إعصارية وسميت توكتاي في وقت لاحق من ذلك اليوم نفسه. واستمرت توكتاي في التكثف إلى 15 مايو، ووصلت إلى حالة عاصفة عاصفة شديدة في وقت لاحق من ذلك اليوم. بدأت توكتاي بموازاة سواحل ولايات كيرالا وكارناتاكا وماهاراشترا الهندية، قبل أن تتكثف بسرعة إلى عاصفة إعصارية شديدة، في وقت مبكر من يوم 16 مايو. في وقت مبكر من 17 مايو، تكثفت توكتاي إلى عاصفة إعصارية شديدة للغاية ، وبلغت ذروة شدتها بعد ذلك بوقت قصير. في وقت لاحق من ذلك اليوم نفسه، خضع Tauktae دورة استبدال العين وضعف ، قبل إعادة التجديد مع اقتراب ساحل غوجارات، مما أدى إلى سقوط الأرض بعد ذلك بوقت قصير. وبعد سقوط الأرض، ضعفت توكتاي تدريجيا عندما تحولت إلى الشمال الشرقي، وتنتقل إلى الداخل. وفي 19 مايو، ضعفت توكتاي لتصبح منطقة ذات ضغط منخفض ملحوظ.
جلبت Tauktae هطول أمطار غزيرة وفيضانات مفاجئة إلى مناطق على طول ساحل ولاية كيرالا وفي لاكشادويب. ووردت تقارير عن هطول أمطار غزيرة في ولايات جوا وكارناتاكا وماهاراشترا كذلك. نتج عن Tauktae ما لا يقل عن 169 حالة وفاة في الهند، وترك 81 شخصًا في عداد المفقودين. كما تم الإبلاغ عن 5 وفيات في باكستان. أدت العاصفة إلى نزوح أكثر من 200000 شخص في ولاية غوجارات. كما تسبب الإعصار في أضرار واسعة النطاق للبنية التحتية والزراعية للساحل الغربي للهند. فقد أكثر من 40 صيادا في البحر عندما حوصرت قواربهم في الإعصار. تعرضت مومباي أيضًا لتأثير العاصفة ، حيث تم إغلاق المطارات لأسباب تتعلق بالسلامة. شهدت المدينة أعلى عاصفة رياح سجلت على الإطلاق بلغت 114 كم / ساعة (70 ميل في الساعة). كما ساد انقطاع التيار الكهربائي والمشاكل الكهربائية الأخرى في المناطق المتضررة. وصل الإعصار إلى اليابسة في ولاية غوجارات في نفس اليوم الذي سجلت فيه الهند ، في ذلك الوقت ، أعلى حصيلة وفيات COVID-19 ليوم واحد ، حيث تم الإبلاغ عن 4329 حالة وفاة.
كما تسبب الإعصار في وقوع عدد كبير من الحوادث البحرية أثناء تحركه على طول ساحل غرب الهند. وفقد المئات من زوارق مختلفة. ومع ذلك ، تم إنقاذ معظمهم. واجهت السفن الكبيرة الأخرى أيضًا مشاكل ، مثل الهيكل أو فقدان الطاقة. وتم انتشال ما لا يقل عن 37 جثة من زوارق تم إنقاذها ، وما زال أكثر من 40 شخصًا في عداد المفقودين. تقدر الخسائر من Tauktae بـ ₹ 15000 كرور أو 2.1 مليار دولار أمريكي.
في 11 مايو ، بدأ مركز التحذير من الأعاصير المشتركة (JTWC) في مراقبة منطقة كبيرة من الضغط المنخفض في بحر العرب الاستوائي لتطور الأعاصير المدارية المحتملة. مع تحرك النظام ببطء باتجاه الشرق ، تم تنظيمه تدريجياً وسط ظروف مواتية ، بما في ذلك درجات حرارة سطح البحر تصل إلى 30 °م (86 °ف) وقص الرياح المنخفض. أصدرت JTWC تنبيهًا بتكوين الأعاصير المدارية على هذا النظام في 13 مايو. بعد بضع ساعات ، صنفته JTWC على أنها Tropical Cyclone 01A. تكثف النظام تدريجياً ، حيث بدأت المنطقة الواسعة غير المنظمة للحمل الحراري في الالتفاف حول مركز الدوران المنخفض المستوى. ازدادت قوتها لتصبح كسادًا عميقًا في الساعة 12:00UTC في اليوم التالي. في هذا الوقت تقريبًا ، تحول النظام إلى الشمال الشرقي وبدأ في التحرك نحو الهند. بسبب مساحة الحمل الحراري الكبيرة جدًا فوق الإعصار، ألقى بأمطار غزيرة على الأجزاء الجنوبية من البلاد. بعد ست ساعات من الترقية ، أصبح النظام أكثر تنظيماً وتكثفاً في عاصفة إعصارية ، وحصل على اسم Tauktae من قبل IMD. اشتدت قوة Tauktae لاحقًا إلى عاصفة إعصارية شديدة في الساعة 15:00 في 15 مايو بالتوقيت العالمي المنسق (UTC)، مع تطور غيوم كثيف مركزي قوي.  بعد ثلاث ساعات فقط ، قامت JTWC بترقية Tauktae إلى إعصار استوائي من الفئة 1 على مقياس Saffir-Simpson (SSHWS)، بينما ظهرت عين خشنة على صور الأقمار الصناعية بالأشعة تحت الحمراء حيث بدأت العاصفة فترة من التكثيف السريع .
في وقت مبكر من اليوم التالي، تحول الإعصار شمالًا موازٍ للساحل الغربي للهند. وسط الظروف المواتية المذكورة سابقًا، اشتدت العاصفة بسرعة، وفي الساعة 06:00 في ذلك اليوم بالتوقيت العالمي المنسق، قامت JTWC بترقية النظام إلى إعصار استوائي من الفئة 2. بحلول الساعة 09:00 حسب التوقيت العالمي المنسق، طور الإعصار عينًا واضحة المعالم ولكنها ممزقة، وفقًا لتصوير INSAT، وقام JTWC بترقية Tauktae إلى إعصار استوائي مكافئ من الفئة 3، مع استمرار التكثيف السريع. على الرغم من فترة التعزيز هذه، إلا أن عين العاصفة قد تدهورت لاحقًا لفترة من الوقت ، وفقًا لصور INSAT. في وقت لاحق، استمرت العاصفة في تكثيفها ، وفي الساعة 03:00 وصلت Tauktae إلى ذروتها في 17 مايو بالتوقيت العالمي المنسق كإعصار شديد للغاية ، مع رياح مستدامة لمدة 3 دقائق بحد أقصى 195 كيلومتر في الساعة (121 ميل/س)، بحد أقصى 1 دقيقة للرياح المستمرة 220 كيلومتر في الساعة (140 ميل/س) ، وضغط مركزي لا يقل عن 950 ميليبار (28 inHg) ، مما يجعل العاصفة معادلة للفئة 4 إعصار استوائي على مقياس سافير - سيمبسون. بعد ذلك بوقت قصير، بدأ Tauktae دورة استبدال جدار العين، والتي بدأت في إضعاف العاصفة.
في 16 مايو 2021 ، عقد رئيس الوزراء الهندي ناريندرا مودي اجتماعًا مراجعة عاليًا لمراجعة الاستعداد لمواجهة الإعصار من خلال مؤتمرات الفيديو مع العديد من كبار المسؤولين في نيودلهي.  تم حظر جميع الصيد الساحلي في ولاية كيرالا من قبل هيئة إدارة الكوارث في الولاية بين مايو 13-17 تحسبا لبحار هائج بسبب تكوين Tauktae واجتياز المياه البحرية. أصدرت IMD إنذارًا أحمر لتسع مناطق في ولاية كيرالا لهطول الأمطار الغزيرة في مايو 15، بما في ذلك لاكشادويب. تم تعليق جميع الرحلات الجوية في مطار Agatti في Lakshadweep أثناء مرور الإعصار فوق الأرخبيل. أرسلت القوة الوطنية للاستجابة للكوارث (NDRF) تسعة فرق إلى ولاية كيرالا بينما تم وضع مفارز من الجيش الهندي على أهبة الاستعداد. كما تم جلب الأكسجين الإضافي والإمدادات الطبية الأخرى داخل مناطق الخطر من كل من المصادر المحلية والأجنبية. أنقذ خفر السواحل الهندي 19 كـم (12 ميل) ثلاثة صيادين على متن سفينة غير صالحة للعمل قبالة كانور في 14 مايو. أكثر من 2000 تم إجلاء شخص إلى 71 تم إنشاء مراكز للسكان المعرضين لتآكل السواحل بينما تم نقل مرضى COVID-19 من بين الأشخاص الذين تم إجلاؤهم إلى مراكز العلاج المتخصصة. تم فرض حظر تجول في البداية للحد من انتشار COVID-19 في داكشينا كانادا، كارناتاكا.

## المراحع
1. ↑  "Tropical Cyclone Tauktae Tied Strongest Landfall On Record In India's Gujarat State". The Weather Channel. 17 مايو 2021. مؤرشف من الأصل في 2021-05-21. اطلع عليه بتاريخ 2021-05-21.
2. ↑  "Cyclone Tauktae Live Updates: 'Tauktae' now a severe cyclonic storm; NDRF earmarks 100 teams for relief". اكسبريس الهندية. 16 مايو 2021. مؤرشف من الأصل في 2021-05-21. اطلع عليه بتاريخ 2021-05-16.
3. ↑  "Barge P305 tragedy: 66 dead, 20 missing; Navy deploys diving teams to look for bodies". مؤرشف من الأصل في 2021-05-22.
4. ↑  "Cyclone Tauktae death toll rises to 64". 22 مايو 2021. مؤرشف من الأصل في 2021-05-22.
5. ↑  "Tauktae killed 122, forced 2.6 lakh evacuation in 6 states: Government". The Times of India. 21 مايو 2021. مؤرشف من الأصل في 2021-05-21. اطلع عليه بتاريخ 2021-05-21.
6. ↑  "India - Tropical Cyclone TAUKTAE update (GDACS, IMD, NDM India) (ECHO Daily Flash of 19 May 2021) - India". ReliefWeb. مؤرشف من الأصل في 2021-05-20. اطلع عليه بتاريخ 2021-05-19.
7. ↑  "India | Tropical Cyclone TAUKTAE – DG ECHO Daily Map | 20/05/2021 – India". ReliefWeb. مؤرشف من الأصل في 2021-05-20. اطلع عليه بتاريخ 2021-05-20.
8. ↑  "Cyclone Tauktae LIVE: 45 dead in Gujarat; PM Modi undertakes aerial survey". Businees Standard. مؤرشف من الأصل في 2021-05-20. اطلع عليه بتاريخ 2021-05-19.
9. ↑  "Cyclone Tauktae: Five killed as dust storm, gales hit Karachi". The News International. مؤرشف من الأصل في 2021-05-20. اطلع عليه بتاريخ 2021-05-19.
10. ↑  Khanna، Sumit (17 مايو 2021). "India's Gujarat state evacuates over 200,000 people as cyclone hits". رويترز. مؤرشف من الأصل في 2021-05-18. اطلع عليه بتاريخ 2021-05-18.
11. ↑  Service، Tribune News. "Cyclone Tauktae intensifies after ploughing through coastal Kerala, Ktka, Goa; 4 dead". Tribuneindia News Service. مؤرشف من الأصل في 2021-05-16. اطلع عليه بتاريخ 2021-05-16.
12. ↑  "Cyclone Tauktae: Strong winds at 114 kmph strike Mumbai". The Economic Times. مؤرشف من الأصل في 2021-05-18. اطلع عليه بتاريخ 2021-05-18.
13. ↑  "Cyclone Hits India On Deadliest Day Of Pandemic". NPR. مؤرشف من الأصل في 2021-05-21. اطلع عليه بتاريخ 2021-05-18.
14. ↑  "Cyclone Hits India On Deadliest Day Of Pandemic". NPR. مؤرشف من الأصل في 2021-05-21. اطلع عليه بتاريخ 2021-05-18.
15. ↑  "RSMI Cyclone Model estimates losses of Rs 15,000 Cr caused by Cyclone Tauktae". United News of India. 18 مايو 2021. مؤرشف من الأصل في 2021-05-21. اطلع عليه بتاريخ 2021-05-21.
16. ↑  Kurian, Vinson. "Consultancy RMSI puts initial potential loss from Tauktae at ₹15,000 cr". @businessline (بالإنجليزية). Archived from the original on 2021-05-21. Retrieved 2021-05-21.
17. ↑  "Tropical Cyclone Formation Alert Invest (92A)". United States Joint Typhoon Warning Center. 13 مايو 2021. مؤرشف من الأصل في 2021-05-24. اطلع عليه بتاريخ 2021-05-22.
18. ↑  "Special Tropical Weather Outlook For North India Ocean". mausam.imd.gov.in. India Meteorological Department. 14 مايو 2021. مؤرشف من الأصل في 2020-07-25. اطلع عليه بتاريخ 2021-05-14.
19. ↑  "Tropical Cyclone Warning for Tropical Cyclone 01A". United States Navy. 14 مايو 2021. مؤرشف من الأصل في 2021-05-14. اطلع عليه بتاريخ 2021-05-14.
20. ↑  "Special Tropical Cyclone Outlook for North Indian Ocean 02". mausam.imd.gov.in. India Meteorological Department. 14 مايو 2021. مؤرشف من الأصل في 2021-05-14. اطلع عليه بتاريخ 2021-05-14.
21. ↑  "Tropical Cyclone Advisory Bulletin No. 1". mausam.imd.gov.in. India Meteorological Department. 14 مايو 2021. مؤرشف من الأصل في 2021-05-14. اطلع عليه بتاريخ 2021-05-14.
22. ↑  "Special Tropical Cyclone Outlook for Cyclone Tauktae 07". mausam.imd.gov.in. مؤرشف من الأصل في 2021-05-15. اطلع عليه بتاريخ 2021-05-15.
23. ↑  "Tropical Cyclone 01A (Tauktae) Warning NR 007". United States Joint Typhoon Warning Center. 17 مايو 2021. مؤرشف من الأصل في 2021-05-25. اطلع عليه بتاريخ 2021-05-14.
24. ↑  "Tropical Cyclone Warning for Tropical Cyclone 01A (Tauktae)". JTWC. 15 مايو 2021. مؤرشف من الأصل في 2021-05-16. اطلع عليه بتاريخ 2021-05-16.
25. ↑  "Special Tropical Cyclone Outlook for Cyclone Tauktae 13". mausam.imd.gov.in. مؤرشف من الأصل في 2021-05-16. اطلع عليه بتاريخ 2021-05-16.
26. ↑  "Special Tropical Cyclone Outlook for Cyclone Tauktae No. 16". mausam.imd.gov.in. India Meteorological Department. 16 مايو 2021. مؤرشف من الأصل في 2021-05-16. اطلع عليه بتاريخ 2021-05-16.
27. ↑  "Special Tropical Cyclone Outlook for Cyclone Tauktae No. 19". mausam.imd.gov.in. India Meteorological Department. 17 مايو 2021. مؤرشف من الأصل في 2021-05-17. اطلع عليه بتاريخ 2021-05-17.
28. ↑  "Tropical Cyclone 01A (Tauktae) Warning NR 012". United States Joint Typhoon Warning Center. 17 مايو 2021. مؤرشف من الأصل في 2021-05-21. اطلع عليه بتاريخ 2021-05-17.
29. ↑  "PM Holds Review Meet On Cyclone Tauktae, Mumbai May See Heavy Rain Today". إن دي تي في. 15 مايو 2021. مؤرشف من الأصل في 2021-05-18. اطلع عليه بتاريخ 2021-05-16.
30. ↑  Sabarwal، Harshit (13 مايو 2021). Chaturvedi، Amit (المحرر). "Kerala orders ban on fishing till May 17 in wake of cyclonic storm". Hindustan Times. New Delhi, India. مؤرشف من الأصل في 2021-05-21. اطلع عليه بتاريخ 2021-05-15.
31. ↑  "Cyclone Tauktae may intensify into 'very severe cyclonic' storm, to cross Gujarat next week". تايمز أوف إينديا. 14 مايو 2021. مؤرشف من الأصل في 2021-05-19. اطلع عليه بتاريخ 2021-05-15.
32. ↑  "Cyclone Tauktae | IMD issues red alert for nine districts in Kerala". The Hindu. Thiruvanathapuram, India. 15 مايو 2021. مؤرشف من الأصل في 2021-05-18. اطلع عليه بتاريخ 2021-05-15.
33. ↑  "Cyclone, Weather Forecast Live Updates: NDRF deploys 24 teams after cyclonic warning; Red alert in Kerala, Lakshadweep". اكسبريس الهندية. 14 مايو 2021. مؤرشف من الأصل في 2021-05-15. اطلع عليه بتاريخ 2021-05-14.
34. ↑  "Cyclone Tauktae updates: Flights suspended in Lakshadweep till Sunday; red alert in 9 Kerala districts". India Today. New Delhi, India: IndiaToday.in. 15 مايو 2021. مؤرشف من الأصل في 2021-05-15. اطلع عليه بتاريخ 2021-05-15.
35. ↑  Peri، Dinakar (15 مايو 2021). "Cyclone Tauktae: Navy deploys rescue teams in Kerala, IAF puts assets on standby". The Hindu. New Delhi, India. مؤرشف من الأصل في 2021-05-16. اطلع عليه بتاريخ 2021-05-15.
36. ↑  Sanjiv، Deepthi (15 مايو 2021). "Cyclone Tauktae: Three fishermen rescued off Kerala coast". The Times of India. Mangaluru, India. مؤرشف من الأصل في 2021-05-21. اطلع عليه بتاريخ 2021-05-15.
37. ↑  "Cyclone Tauktae | Kerala braces for heavy rains, Red alerts in five northern districts". The Hindu. Thiruvanathapuram, India. 15 مايو 2021. مؤرشف من الأصل في 2021-05-15. اطلع عليه بتاريخ 2021-05-15.
38. ↑  "Cyclone Tauktae | Two killed in Kerala as storm intensifies". The Hindu. New Delhi, India. 15 مايو 2021. مؤرشف من الأصل في 2021-05-16. اطلع عليه بتاريخ 2021-05-15.
39. ↑  "Cyclone Tauktae hits Karnataka coast; brings in heavy rains with gusty winds". The Hindu. Mangaluru, India. 15 مايو 2021. مؤرشف من الأصل في 2021-05-16. اطلع عليه بتاريخ 2021-05-15.